# Karl Linder (Jurist)
Karl Linder (* 13. Dezember 1880 in Rothenburg ob der Tauber; † nach 1948) war ein deutscher Verwaltungsjurist, Bezirksoberamtmann und Ministerialbeamter.

## Leben
Karl Linder studierte Rechtswissenschaften an der Ludwig-Maximilians-Universität München (Mitglied im Corps Suevia München), wiederholte seine erste juristische Staatsprüfung und begann dann den dreijährigen Vorbereitungsdienst (Referendariat). 1907 legte er in München das Große juristische Staatsexamen (Note II 18/40) ab und kam als Akzessist zur Regierung von Oberbayern, wo er 1910 und 1911 zur Geschäftsaushilfe zum Bezirksamt München und Bezirksamt Vilshofen abgeordnet wurde. Im Bezirksamt Tirschenreuth wurde er am 1. Juni 1913 Assessor und blieb dort bis zu seinem Wechsel zur Regierung von Oberfranken zum 1. November 1919. Dort war er – 1921 zum Regierungsrat ernannt – in der Kreishauptfürsorgestelle eingesetzt. 1921 kam er zur Kreishauptfürsorgestelle bei der Regierung von Oberbayern. Am 1. August 1931 wurde er Bezirksoberamtmann des Bezirksamtes Eggenfelden. Zum 1. Mai 1935 trat er in die NSDAP ein (Mitgliedsnummer 3.641.640) und wurde Gaufachberater für Verwaltungsbeamte. Am 16. April 1935 wechselte er zur Regierung von Schwaben, wurde dort am 1. Dezember 1935 zum Oberregierungsrat ernannt und im Juni 1939 Stellvertreter des Regierungsvizepräsidenten. Am 19. September 1939 zum Regierungsdirektor ernannt, folgte im Juni 1945 die Entfernung aus dem Amt. Von der Spruchkammer Augsburg wurde er im Entnazifizierungsverfahren als Mitläufer eingestuft. So konnte er von Juli bis Oktober 1948 als Referent bei der Landesversicherungsanstalt Augsburg tätig werden. Zum 1. Dezember 1948 wurde er förmlich wieder in den Dienst eingestellt, bei gleichzeitiger Versetzung in den Ruhestand. Diese Maßnahme hatte versorgungsrechtliche Hintergründe.